# Too Much
Too Much är en låt framförd av Arnis Mednis. Den är skriven av Mednis själv i samarbete med Gustavs Terzens.
Låten var Lettlands bidrag i Eurovision Song Contest 2001 i Köpenhamn i Danmark. I finalen den 12 maj slutade den på artonde plats med 16 poäng.